# میهن ای میهن
«میهن ای میهن» از ترانه‌های انقلاب ۱۳۵۷ با صدای محمدرضا شجریان، شعر ابوالقاسم لاهوتی و آهنگسازی محمدجلیل عندلیبی است.
بعدها علیرضا افتخاری و سالار عقیلی این ترانه را بازخوانی کردند.